# Pollo Cacciatore

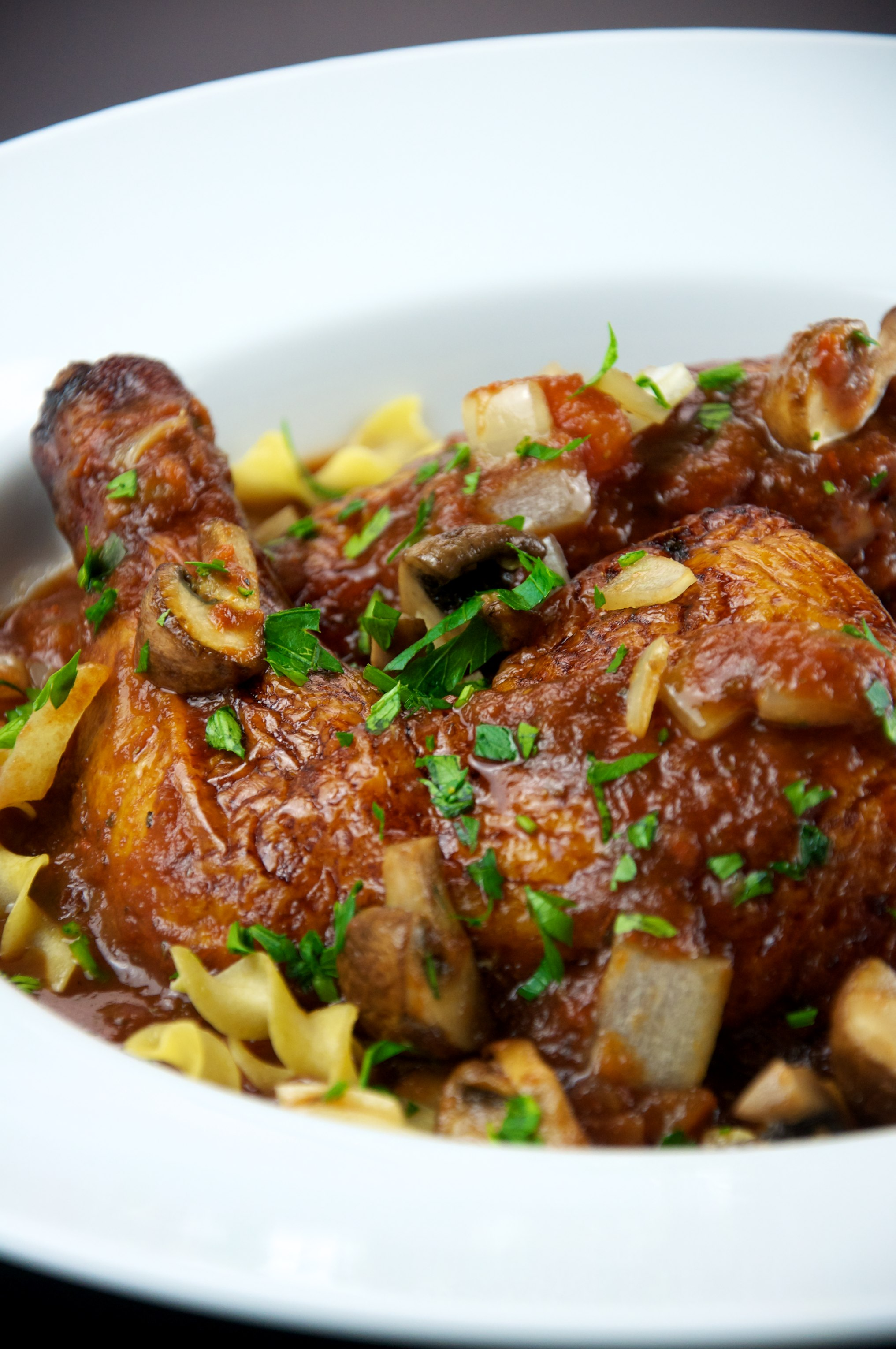
Pollo Cacciatore

Pollo Cacciatore, auch Pollo alla Cacciatora (Huhn nach Jägerart), ist ein Geflügelrezept der italienischen Küche, welches regional variiert. Es werden Huhn oder Poularde verwendet (sowohl das ganze Tier als auch lediglich Brust oder Keulen). 
Allen Varianten ist gemeinsam, dass das Fleisch nach kurzem Anbraten zusammen mit Knoblauch, Kräutern, Tomatensauce und Wein längere Zeit geschmort wird. Meist wird Rotwein verwendet, in Apulien und Kampanien auch Weißwein. Je nach Region und Jahreszeit runden Waldpilze, Steinpilze, Zwiebeln, Oliven, Kapern oder Kartoffeln das Gericht ab. Als Beilage dienen Brot oder Polenta.
Ein fast identisches Gericht ist in Venetien und rund um den Gardasee unter dem Namen „pollastro in squaquaciò“ bekannt.
In der amerikanischen Variante "Chicken Cacciatore" wird meist Hühnerbrustfilet verwendet und mit Spaghetti und Parmesankäse serviert. Eine moderne Weiterentwicklung ist das „Chicken Cacciatore Sandwich“.